# Hải pháo 20,3 cm/45 Type 41
Khẩu Hải pháo Kiểu 41 20,3 cm/45 là một khẩu hải pháo và pháo bờ biển được sử dụng trên tàu tuần dương của Hải quân Đế quốc Nhật Bản từ cuộc chiến tranh Nga-Nhật đến cuối Thế chiến II.

## Thiết kế và phát triên
Hải pháo Kiểu 41 20,3 cm/45 là tên mệnh danh được sử dụng cho các loại súng EOC 8 inch 45 li mẫu S, U, W do xưởng pháo Armstrong của Anh và Ansaldo của Ý sản xuất và phiên bản được cấp phép sản xuất tại Nhật Bản.. Việc sản xuất súng được cấp phép cho Nhật Bản dựa trên các bản vẽ mẫu S bắt đầu vào năm 1902. Vào năm 1908 một phiên bản sửa đổi với một thiết kế rãnh khác và một buồng đạn được thay đổi kích cỡ được sản xuất.Các tàu được sản xuất trước năm 1902 tại các nhà máy đóng tàu nước ngoài hầu hết đều có các khẩu súng mẫu S, U, W. Trong khi các tàu được sản xuất hoặc tái trang bị sau năm 1902 tại các xưởng đóng tàu của Nhật Bản thì hầu hết đều có súng của Nhật Bản sản xuất. Các món vũ khí này được chính thức chỉ định là Kiểu 41 vào ngày 25 tháng 12 năm 1908, và được tái chỉ định vào ngày 5 tháng 10 năm 1917 theo centimet.
Con tàu đầu tiên được trang bị những khẩu pháo này là tàu tuần dương bảo vệ Takasago hoàn thành vào năm 1898 bởi Armstrong và trang bị súng mẫu S. Các tàu cuối cùng được trang bị những khẩu pháo này có lẽ là cáctàu tuần dương bọc thép lớp Ibuki được xây dựng từ năm 1905 đến năm 1911.  Loạt súng này cũng trang bị cho các tàu tuần dương bọc thép Asama, Azuma, Iwate, Izumo, Kasuga, Nisshin, Tokiwa và Yakumo. Nhiều tàu trong số này được giải giáp theo các điều kiện của Hiệp ước Hải quân Washington và Hiệp ước Hải quân London và súng của chúng được chuyển đổi thành pháo bờ biển, bao gồm các cứ điểm phòng thủ tại vịnh Tokyo, Tarawa và sau đó tại Đảo Wake trong Thế chiến thứ hai.

## Dẫn chưng
- Bishop, Chris (eds) The Encyclopedia of Weapons of World War II. Barnes & Nobel. 1998. ISBN 0-7607-1022-8
- Friedman, Norman (2011). Naval Weapons of World War One. Barnsley, South Yorkshire, UK: Seaforth. ISBN 978-1-84832-100-7.
- Campbell, John (1985). Naval Weapons of World War Two. Naval Institute Press. ISBN 0-87021-459-4.